# Runit (init)
runit es un esquema de init y gestión de servicios para sistemas operativos tipo Unix que inicializa, supervisa y finaliza procesos en todo el sistema operativo. Runit es una reimplementación del conjunto de herramientas de supervisión de procesos daemontools que se ejecuta en muchos sistemas operativos basados en Linux, así como en sistemas operativos BSD y Solaris. Runit permite paralelizar el inicio de los servicios del sistema, lo que puede acelerar el tiempo de arranque del sistema operativo.
Cuando se ejecuta como demonio init, Runit es el ancestro directo o indirecto de todos los demás procesos. Es el primer proceso que se inicia durante el arranque, y continúa ejecutándose hasta que el sistema se apaga. A menudo se utiliza con otros sistemas init como un gestor de servicios independiente. En el papel de gestor de servicios, puede ser utilizado por usuarios sin privilegios para orquestar servicios personales, así como por root para gestionar servicios que no son gestionados por el sistema init en uso.

## Funcionamiento
Runit se centra en ser una base de código pequeña, modular y portable. En la función de init, Runit se divide en tres etapas: inicialización única, supervisión del proceso y detención o reinicio.